# Strychnos jobertiana
Strychnos jobertiana là một loài thực vật có hoa trong họ Mã tiền. Loài này được Baill. miêu tả khoa học đầu tiên năm 1879.